# لیسیانتوس
لیسیانتوس (نام علمی: Eustoma) نام یک سرده از تیره گل‌سپاسیان است.